# 施泰特訥湖

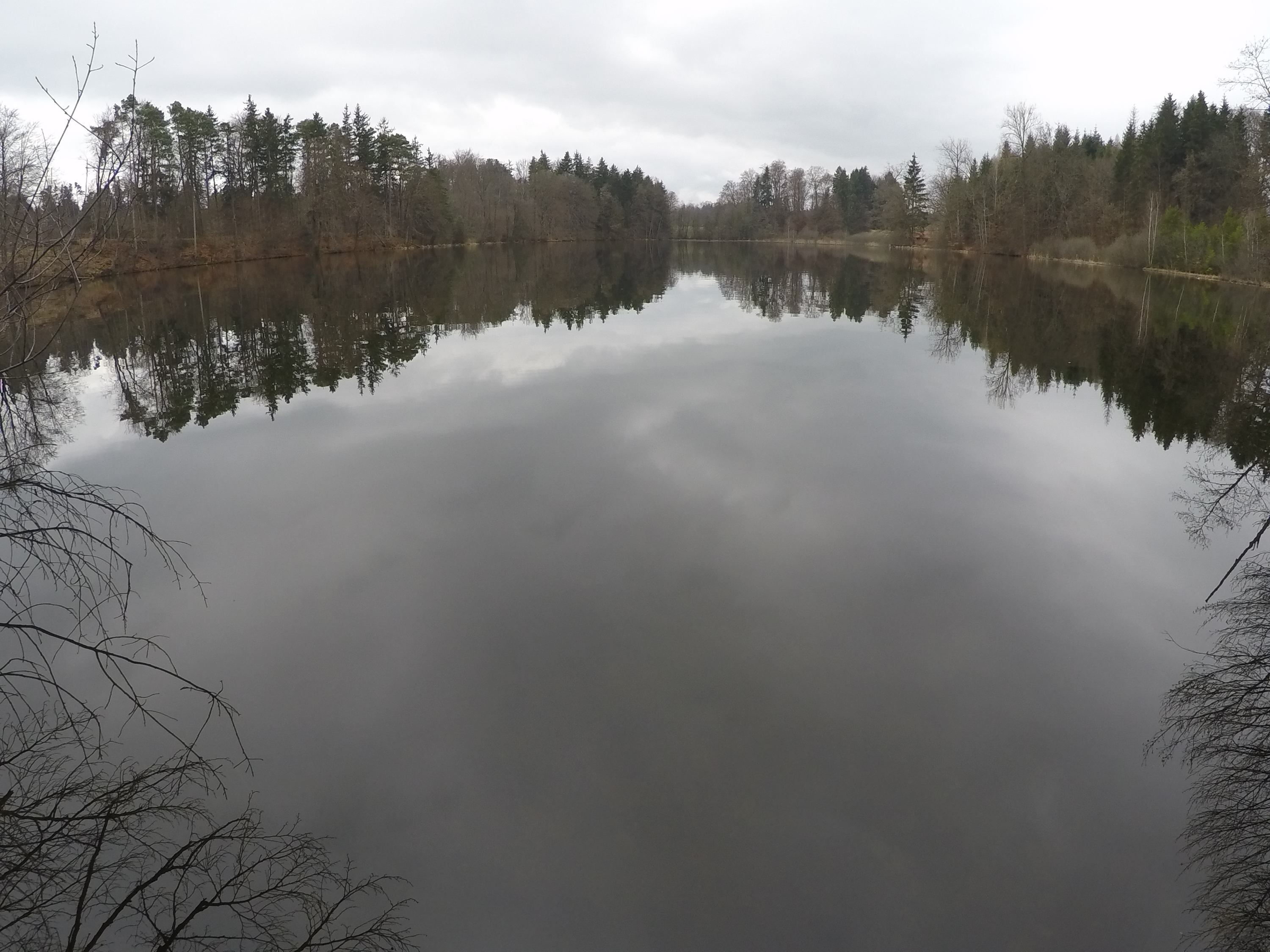

47°53′37″N 12°21′24″E / 47.89370°N 12.35656°E
施泰特訥湖（德語：Stettner See），是德國的湖泊，位於該國東南部，由巴伐利亞州負責管轄，處於基姆湖西北面，長0.35公里、寬0.12公里，面積0.04平方公里，海拔高度525米。